# Paços (Sabrosa)
Paços is een plaats (freguesia) in de Portugese gemeente Sabrosa en telt 1461 habitantes inwoners (2001).